# Društvo studenata povijesti ''Ivan Lučić – Lucius''
Društvo studenata povijesti “Ivan Lučić – Lucius” (skraćeno: DSP Lucius) koje okuplja studente povijesti Hrvatskih studija Sveučilišta u Zagrebu, osnovano je 1999. godine na inicijativu studenata treće i četvrte godine. Društvo je dobilo naziv po ocu hrvatske moderne historiografije, Ivanu Lučiću, poznatom i pod latiniziranim imenom Lucius.

## Povijest
Na prvoj izbornoj skupštini održanoj 30. svibnja 1999. za predsjednika je izabran Daniel Mondekar, za potpredsjednike Tomislav Car i Ivan Penava, a za tajnika Ivo Dumančić. Druga izborna skupština održana je 1. lipnja 2001. na kojoj je Daniel Mondekar ponovno izabran za predsjednika. Potpredsjednikom je postao Ivan Penava, dok je na funkciju tajnice DSP-a izabrana Ines Šoštarić. 
Danas Društvo djeluje u sastavu: predsjedništva i glavnoga odbora.
Društvo studenata povijesti “Ivan Lučić – Lucius” upisano je u Registar udruga Republike Hrvatske pod registarskim brojem 21003831.

## Ciljevi Društva studenata povijesti

### O Ciljevima
Cilj DSP-a okupljanje je sadašnjih studenata povijesti Hrvatskih studija te studenata povijesti drugih fakulteta u Hrvatskoj zainteresiranih za rad na promicanju i istraživanju hrvatske nacionalne povijesti, ali i svjetske. DSP se zalaže za što sadržajnije sudjelovanje svojih članova u studiranju te znanstvenom i stručnom radu te za marljivost i ustrajnost na vlastitom općem, stručnom i znanstvenom usavršavanju tijekom dodiplomskog studija.
Da bi ostvario svoje ciljeve DSP surađuje s nadležnim državnim tijelima, ustanovama i institutima, organizira seminare i znanstvene simpozije, izdaje vlastite publikacije, organizira stručna putovanja (terenske nastave) u svrhu upoznavanja studenata s događajima i mjestima na kojima su se ti događaji odvijali, sudjeluje u projektima znanstvenih i stručnih institucija te koordinira i nadzire provedbu ECTS-a na Studiju povijesti Hrvatskih studija.
DSP danas broji 50-ak aktivnih članova te ima svoju prostoriju u zgradi Studentskih udruga, Borongajska cesta 83 d. Prostoriju dijeli zajedno s Društvom studenata kroatologije „Cassius“.
Od početka svoga djelovanja DSP je uspostavio suradnju s Hrvatskim institutom za povijest, Zavodom za povijesne znanosti HAZU u Zagrebu, Institutom za arheologiju, Maticom hrvatskom te ostalim znanstvenim institucijama. Osim toga DSP je sudjelovao i u organizaciji I. kongresa hrvatskih povjesničara 2000. godine na kojem je bilo angažirano 2/3 studenata povijesti Hrvatskih studija.
Godine 2002. DSP je pokrenuo i zbornik radova Lucius.
Godine 2017. DSP je izdao 22. svezak Zbornika radova Lucius.

### Tribine/javna predavanja
Luciusov cilj je kolegicama i kolegama omogućiti da slušaju predavanja izvan svoga određenoga nastavnoga plana i programa. DSP vjeruje da tribinama i javnim predavanjima mogu pridonijeti pluralizmu razmišljanja i gledišta. Ovakvim načinom rada potiče se međusobno razumijevanje i uvažavanje kako bi jednoga dana kao mladi znanstvenici mogli pridonijeti što boljemu razumijevanju povijesti i samih povijesnih činjenica.

### Terenske nastave
DSP organizira stručne terenske nastave. Moglo bi se slobodno reći da su članovi do sada obišli cijelu Hrvatsku, ali se trude, koliko im to mogućnosti dopuštaju, obići i susjede. Nekoliko su puta bili u Istri i Dalmaciji, a najnovije istraživanje povijesti obavili su u Slavoniji, koju su posjetili u studenome 2012. godine.

## Skupština DSP-a
Skupštinu DSP-a čine svi članovi predsjedništva i glavnog odbora te svi studenti povijesti učlanjeni u DSP. Skupština DSP-a redovito se saziva jednom u akademskoj godini, a saziva ju predsjednik DSP-a. Skupština DSP-a iznosi svoje uspjehe, prijedloge i probleme, donosi, mijenja i dopunjuje Statut, bira i razrješuje članove predsjedništva i glavnog odbora, donosi promjene programa i plan za budući rad te odlučuje o svim drugim pitanjima utvrđenima Statutom.

## Predsjedništvo
Mandat predsjednika, prema Statutu, traje godinu dana, s mogućnošću produžetka za 3 mjeseca u slučaju nedovršenih tekućih poslova Predsjedništva.
Popis predsjednika od osnivanja do danas:
- Daniel Mondekar - 1999. – 2003.
- Ines Šoštarić - 2003. – 2004.
- Tomislav Popić - 2004. – 2005.
- Marko Jerković - 2005. – 2006.
- Suzana Miljan - 2006. – 2008.
- Filip Novosel - 2008. – 2009.
- Dunja Ivić - 2009. – 2010.
- Goran Gradiček - 2010. – 2011.
- Petra Marinčić - 2011. – 2013.
- Matea Jalžečić - 2013. – 2014.
- Mateja Maljuga - 2014. – 2015.
- Mateo Bunoza - 2015. – 2016.
- Petra Vručina - 2016. – 2017.
- Zdeslav Indir - 2017. – 2019.
- Vlatko Smiljanić - 2019. – 2020.
- Katarina Dogan - 2020.-danas

## Zbornik "Lucius"
Zbornik odnosno časopis je pokrenulo 2002. godine nekoliko studenata povijesti Hrvatskih studija te je kao takav prvi časopis u Republici Hrvatskoj.
Glavni cilj prikupljanje je i sistematiziranje studentskih radova povijesne tematike u jednoj serijskoj publikaciji i tako studentima povijesti omogućiti objavljivanje rezultata njihovih istraživanja.
Uređivačka koncepcija časopisa slijedi tendenciju objavljivanja zaista uspješnih studentskih radova, što znači radova nagrađenih rektorovom nagradom, uspješnih diplomskih radova te seminarskih radova studenata povijesti.
Važno je naglasiti da vrijednost nekog teksta za objavljivanje u časopisu ne određuju studenti već se ta odluka prepušta profesorima i znanstvenicima. Svi radovi nagrađeni rektorovom nagradom objavljuju se jer ta nagrada sama po sebi ima određenu težinu, diplomski radovi objavljuju se uz suglasnost profesora mentora i članova komisije koja je sudjelovala pri obrani diplomskog rada, dok seminarski radovi prolaze recenziju barem dva profesora koja su specijalizirala područje kojim se rad bavi.
Glavni urednik i uredništvo mijenjaju se svakim novim vodstvom.
Godine 2017. izašao je 22. svezak Zbornika.

## Znanstveni skup "Dies historiae"
Od 2003. godine DSP organizira znanstveni skup „Dies historiae“. Znanstveni skup ima tradiciju održavanja krajem tekuće godine, odnosno u prosincu. Dosadašnje teme prema godinama:
- 2003. – Gradske marginalne skupine kroz srednji vijek i ranomoderno doba
- 2004. – Dodiri civilizacije i/ili „civilizacija“ na hrvatskom povijesnom prostoru
- 2005. – Raznolikosti među hrvatskim plemstvom kroz povijest
- 2006. – Tajna društva
- 2007. – Na rubu zakona: društveno i pravno neprihvatljiva ponašanja kroz povijest
- 2008. – „Bibe aquam de cisterna tua et fluenta putei tui“ – Voda i njezina uloga kroz povijest
- 2009. – Predrasude i stereotipi kroz povijest
- 2010. – Identiteti kroz povijest i identiteti danas
- 2011. – Domovinski rat – istraženost i kontroverze
- 2012. – Žene kroz povijest
- 2013. - Res novae et seditiones: pobuna kao čimbenik promjene
- 2014. - "Negativci" - ozloglašene i omražene povijesne osobe iz druge perspektive
- 2015. – Pogled na društvo kroz prizmu zabave
- 2016. – Atentati kao sredstva političke borbe
- 2017. – Društvena povijest: mogućnosti i izazovi u kontekstu hrvatske historiografije
- 2018. – Prvi svjetski rat: sto godina nakon
- 2019. - Školstvo i društvene prilike kroz povijest

Svake godine DSP se aktivno priprema za novi „Dies historiae“. Skup je prilika studentima da dobiju iskustvo organiziranja, ali i moderiranja.

### Biblioteka Dies historiae
Znanstveni skup “Dies historiae”prati Biblioteka Dies historiae. Do sada je izašlo 5 izdanja, a u tijeku je 6. po redu.

## Vanjske poveznice
- Službena web stranica
- Službena Facebook-stranica
- Službeni Twitter
- Youtube-kanal
- Stari brojevi Časopisa "Lucius" na Scribidu
- Kolekcija izdanja Biblioteke Dies historiae na Scribidu